# 教省
教省（拉丁語：Provincia ecclesiastica）是基督教的教會管區制度中的一種行政區劃，位階在教區之上，通常由數個教區組成。目前有天主教會、東正教會、聖公會等教派實行此制度。

## 天主教會
天主教會通常合數個教區為一教省。教省須擇一教區為「首都」（Metropolis），教省首都的主教（Metropolitan）為該教省的領袖，權力與一般主教相同。在天主教這些首都主教的頭銜為總主教，這個頭銜也被給予一些並非教省首都的教區主教，因歷史或地域因素使得有些沒有附屬教區的教區獲得了總教區的稱呼。
在有天主教會教區設置的國家，國內至少會有一個教省，而領土較大、天主教徒也有一定數量的國家（如美國、法國等）會設有多個教省。也有部分教區不隸屬於任何教省（如香港、澳門等），而是由聖座直接管轄。

## 聖公會
第二次世界大戰後，英國屬地紛紛獨立。獨立後因政治、言語、文化背景不同，原先屬於英國聖公宗的，也成立自主的獨立教會。在普世聖公宗，稱為一個「教省」（Province）。
教省最少由四個教區組成，但都有例外。如大韓聖公會和香港聖公會，教省的成員都只有3個教區。
教省在施政、宣教是獨立的，毋須聽命於坎特伯里大主教，因教省自有自己的主教長。聖公會在管理的意識上，大主教的地位相同。坎特伯里大主教只是在精神上的一位兄長，聖公會的最高元首是基督。不同的教省在行政、禮、結構都大同小異。
在一個議會（1870年）上，亨丁頓提出了四點合作的基本綱要：
- 一、上帝藉聖經向我們啟示真道。
- 二、我們的信經是信仰的規範。
- 三、基督親自設立洗禮和聖餐兩件聖事。
- 四、主教制的教政管理。

大主教間覺得彼此有各方面的溝通、交換意見的必要，76個大主教在1867年齊集在蘭柏開會，這是首次蘭柏會議。亨丁頓的四點在1888年的蘭柏會議上作出若干的修訂。這蘭柏四綱也成為各教省共有的聖公會識認。這裡引公禱書（中華聖公會港澳教區(現香港聖公會教省)之黑皮公禱書第四零四頁）的文字如下：
- （一）承受舊新約聖經為包含一切得救之要道並視為信奉僅有之準則；
- （二）承認尼吉亞信經、使徒信經，為道之總要;
- （三）恪守吾主基督所命之聖訓，及親設之聖洗、聖餐聖禮；
- （四）遵守基督之教政，凡此胥按上帝之誡命而行，保存教會中之聖職，乃我等由主教（會督）所受於基督教會，自使徒時即有之主教、牧師、會吏三等品職。

普世聖公宗42個教省：
- 聖公會亞歷山大教省
- 奧特亞羅瓦、紐西蘭及玻里尼西亞聖公會
- 澳洲聖公會
- 孟加拉聯合教會
- 巴西聖公會
- 布隆迪聖公會
- 加拿大聖公會
- 聖公會中非洲教省
- 中美洲聖公會
- 聖公會剛果教省
- 英格蘭教會
- 香港聖公會
- 聖公會印度洋教省
- 愛爾蘭教會
- 日本聖公會
- 耶路撒冷及中東聖公會
- 肯亞聖公會
- 大韓聖公會
- 聖公會美拉尼西亞教省
- 墨西哥聖公會
- 緬甸聖公會
- 尼日利亞聖公會
- 北印度聯合教會
- 巴基斯坦聯合教會
- 巴布亞新畿內亞聖公會
- 菲律賓聖公會
- 聖公會盧安達教省
- 蘇格蘭聖公會
- 聖公會東南亞教省
- 南印度聯合教會
- 南非洲聖公會
- 智利聖公會
- 蘇丹聖公會
- 南蘇丹聖公會
- 莫三比克暨安哥拉聖公會
- 坦尚尼亞聖公會
- 烏干達聖公會
- 美國聖公會
- 威爾斯聖公會
- 聖公會西非洲教省
- 聖公會西印度群島教省
- 南美洲聖公會